# Radics András
Radics András (1640 körül – Kassa, 1711. február 13. után) köznemes, a később kurucoknak nevezett bujdosók egyik portai követe; Munkács, majd Kassa várkapitánya.

## Élete

### A bujdosók között
Részese a Wesselényi-összeesküvésnek, amelynek – és az 1670-ben kirobbant, Habsburg-ellenes felső-magyarországi felkelésnek a bukása után – menekülnie kellett a császáriak elől, mint sok más társának, részben Erdélybe, részben a törökök uralta hódoltsági területekre. A bujdosók mozgalmába bekapcsolódva, a törökökkel való kapcsolattartásban jutott neki jelentős szerep. (Egyes adatok szerint – idősebb Petrőczy Istvánnal és Szepessy Pállal együtt – már 1671-ben járt a Portán.) Az azonban biztos, hogy 1677-ben a bujdosóknak a Portára küldött, tekintélyes követségének a tagja (Kende Gáborral, Keczer Menyhérttel és Kubinyi Lászlóval együtt). A bujdosók az 1678. március 7-én, Somkúton tartott gyűlésükön Teleki Mihályt választották fővezérükké, aki mellé tizenkét tagú tanácsot és más tisztségviselőket is választottak, továbbá különböző udvarokhoz követek küldéséről határoztak, megerősítve Radics Andrásnak a Portához szóló megbízatását.

### Thököly oldalán
Később Thököly Imre, az 1682-ben Felső-Magyarország fejedelmévé lett „kuruckirály” követe volt a Portán (garamszegi Géczy Istvánnal, Thököly udvari hadainak akkori főkapitányával, és Tunyogi Sámuellel együtt, 1681-ben indultak és 1682-ben tértek vissza). Thököly megbízásából 1685-ben a katonai erényekkel is rendelkező Radics lett Munkács várkapitánya. Zrínyi Ilonának, Thököly feleségének vezetésével majdnem három évig védték Munkácsot a császáriak ellen. A vár védelmében részt vett Absolon Dániel, Thököly kancellárja is. A hosszantartó ostrom alatt megváltozott Absolon álláspontja: A Thökölytől érkezett egyik levelet félreértve, abból a császár oldalára történő átállásának szándékát olvasta ki. Absolon ezért elfordult Thökölytől, és elérte azt, hogy Zrínyi Ilona 1688. január 14-én kötött megállapodással Munkácsot átadta Antonio Caraffa császári tábornoknak, amit Radics András ekkor már nem ellenzett. Ezután Radics a birtokaira vonult vissza.

### Részvétele aRákóczi-szabadságharcban
1704-ben csatlakozott II. Rákóczi Ferenchez, aki ez év szeptember 10-én birtokadományban részesítette, novemberben pedig a nem sokkal korábban felszabadult Kassa kapitányává nevezte ki. 1705. április 7-én ezredes és egy reguláris gyalogezred parancsnoka lett, 1706. február 13-án pedig brigadérossá lépett elő. Az év őszén sikeresen megvédte Kassát Jean Rabutin császári lovassági tábornok támadásával szemben.
1707 szeptemberében a diplomáciai megbízatást teljesítő Berthóti Ferencet helyettesítette a kassai kerületi vicegenerálisi beosztásban. 1710 őszétől kora és súlyos betegsége ágyhoz kötötte, de névlegesen ő maradt a kassai kapitány, miközben a parancsnoki teendőket Náray László brigadéros látta el. 1711. február 13-án levelet írt az akkor már lengyel földön tartózkodó Rákóczinak. Ez az utolsó adatunk életéről, valószínűleg még Kassa kapitulációja (1711. április 26.) előtt elhunyt.

## Külső hivatkozások
- Thököly Imre Késmárki Tököly Imre naplója 1693. 1694. és 1676-1678. évekből
- Angyal Dávid: Késmárki Thököly Imre, I-II. kötet. Budapest, 1888-1889.
- SZILÁGYI: A MAGYAR NEMZET TÖRTÉNETE